# Đông Xuyên, Ninh Giang
Đông Xuyên là một xã thuộc huyện Ninh Giang, tỉnh Hải Dương, Việt Nam.

## Địa lý
Xã Đông Xuyên có diện tích 5,97 km², dân số năm 1999 là 4.525 người, mật độ dân số đạt 758 người/km².